# صفی‌آباد (دشتستان)
صفی‌آباد، روستایی است از توابع بخش مرکزی در شهرستان دشتستان استان بوشهر ایران. این روستا در ۷ کیلومتری روستای زیارت مرکز دهستان زیارت و در کنار رود حله واقع شده‌است. در مجاورت این روستا زیارتگاهی بنام محمد ترک قرار دارد که زیارتگاه اهالی این روستا و روستاهای مجاور است. نقشه این روستا حالت میدانگاهی دارد، بدینصورت که میدان مربع مستطیل بزرگی وسط روستاست و خانه‌های روستا در پیرامون این میدان قرار دارند.

## جمعیت
این روستا در دهستان زیارت قرار داشته و بر اساس سرشماری سال ۱۳۸۵ جمعیت آن ۹۰نفر (۱۹خانوار) می‌باشد. جمعیت این روستا زمانهای قبل بیشتر بود که بخش قابل توجهی از جمعیت روستا به شهر برازجان مرکز شهرستان دشتستان مهاجرت نموده‌اند.